# Věroslav Sucharda
Věroslav Sucharda (* 21. dubna 1976 Hořice) je český basketbalista hrající Národní basketbalovou ligu za tým A Plus OHL ŽS Brno BC. Hraje na pozici pivota. Je vysoký 204 cm, váží 94 kg.

## Kariéra
- 1998 – 2000 : BK Ústí nad Labem
- 2000 – 2004 : BK Opava
- 2004 – 2004 : ČEZ Basketball Nymburk
- 2004 – 2005 : BK SČP Ústí nad Labem
- 2005 – 2006 : Houseři Brno
- 2006 – 2007 : A Plus OHL ŽS Brno BC

## Statistiky
| Sezóna   | Soutěž      | Odehrané minuty | Průměr na zápas | Body | Průměr na zápas |
| -------- | ----------- | --------------- | --------------- | ---- | --------------- |
| 1998/99  | Mattoni NBL | 1265.2          | 33.3            | 591  | 15.6            |
| 1999/00  | Mattoni NBL | 1237.1          | 35.3            | 599  | 17.1            |
| 2000/01  | Mattoni NBL | 525.2           | 13.5            | 167  | 4.3             |
| 2001/02  | Mattoni NBL | 785.3           | 18.7            | 351  | 8.4             |
| 2002/03  | Mattoni NBL | 1209.0          | 26.3            | 613  | 13.3            |
| 2003/04  | Mattoni NBL | 1303.2          | 31.8            | 551  | 13.4            |
| 2003/04  | Český pohár | 38.7            | 38.7            | 13   | 13.0            |
| 2004/05  | Mattoni NBL | 856.8           | 26.0            | 370  | 11.2            |
| 2005/06  | Mattoni NBL | 1051.6          | 32.9            | 525  | 16.4            |
| 2006/07* | Mattoni NBL | 31.9            | 4.0             | 0    | 0.0             |

 *Rozehraná sezóna - údaje k 20.1.2007 